# DNA 결합 단백질

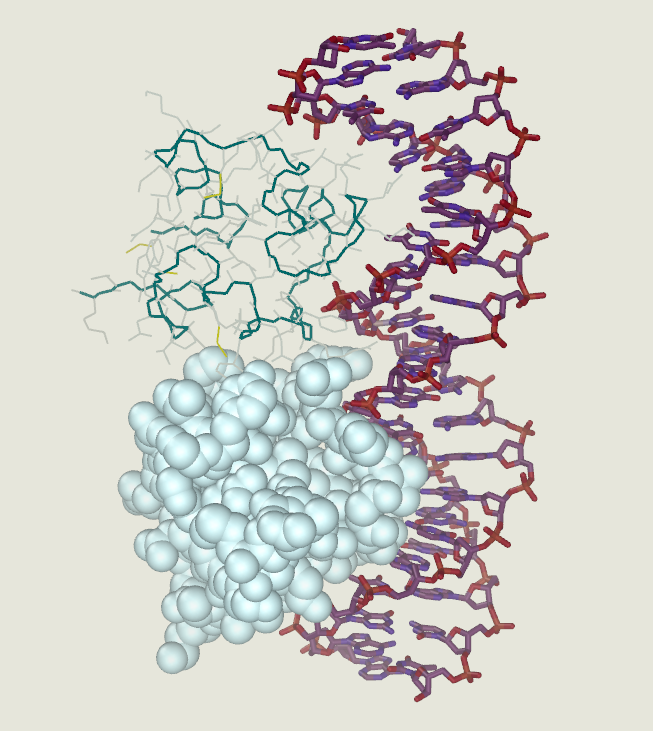
DNA와 Cro 단백질 복합체

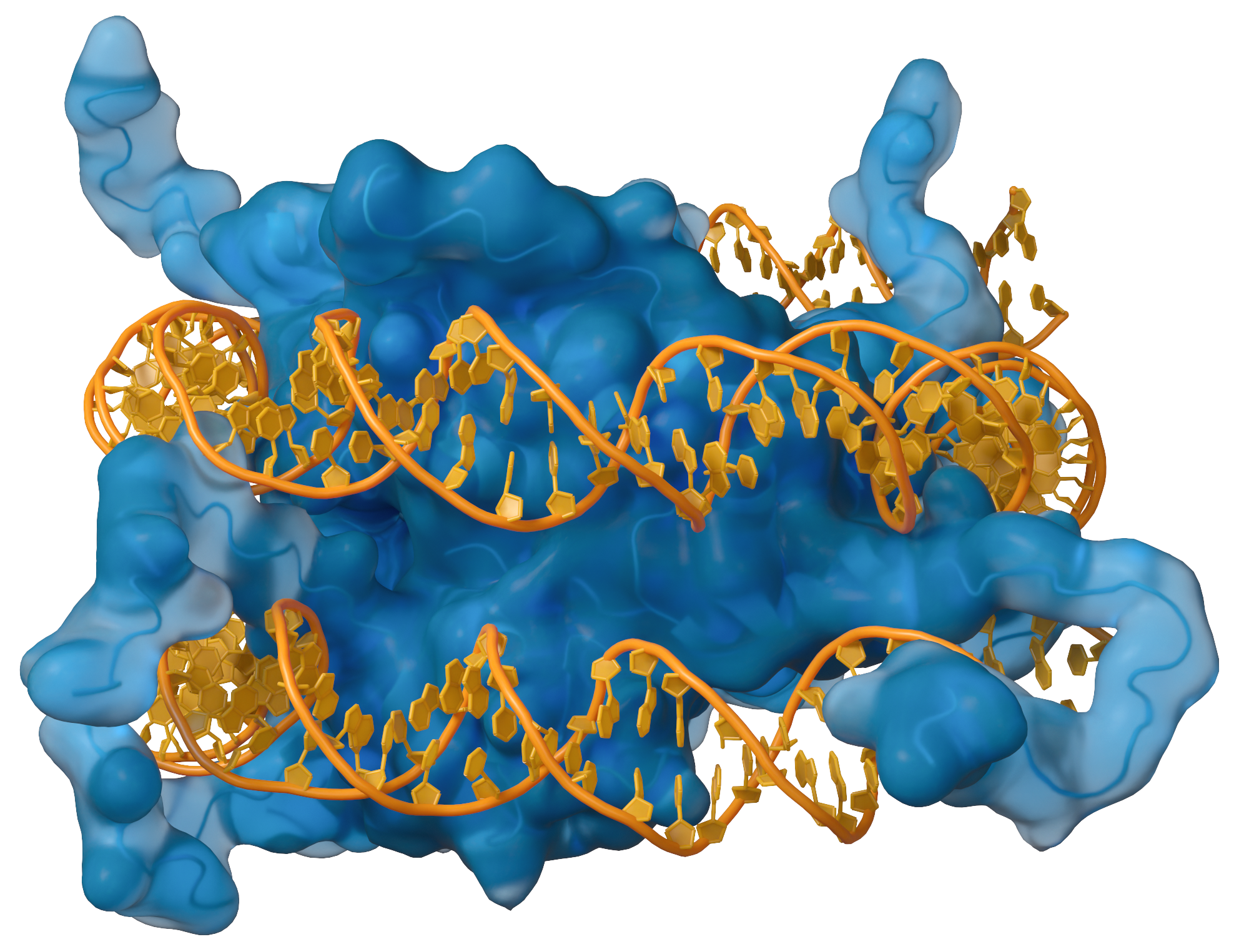
DNA(주황색)와 히스톤 단백질(파란색)의 상호 작용. 히스톤 단백질의 염기성 아미노산은 DNA의 산성 인산기에 결합한다.

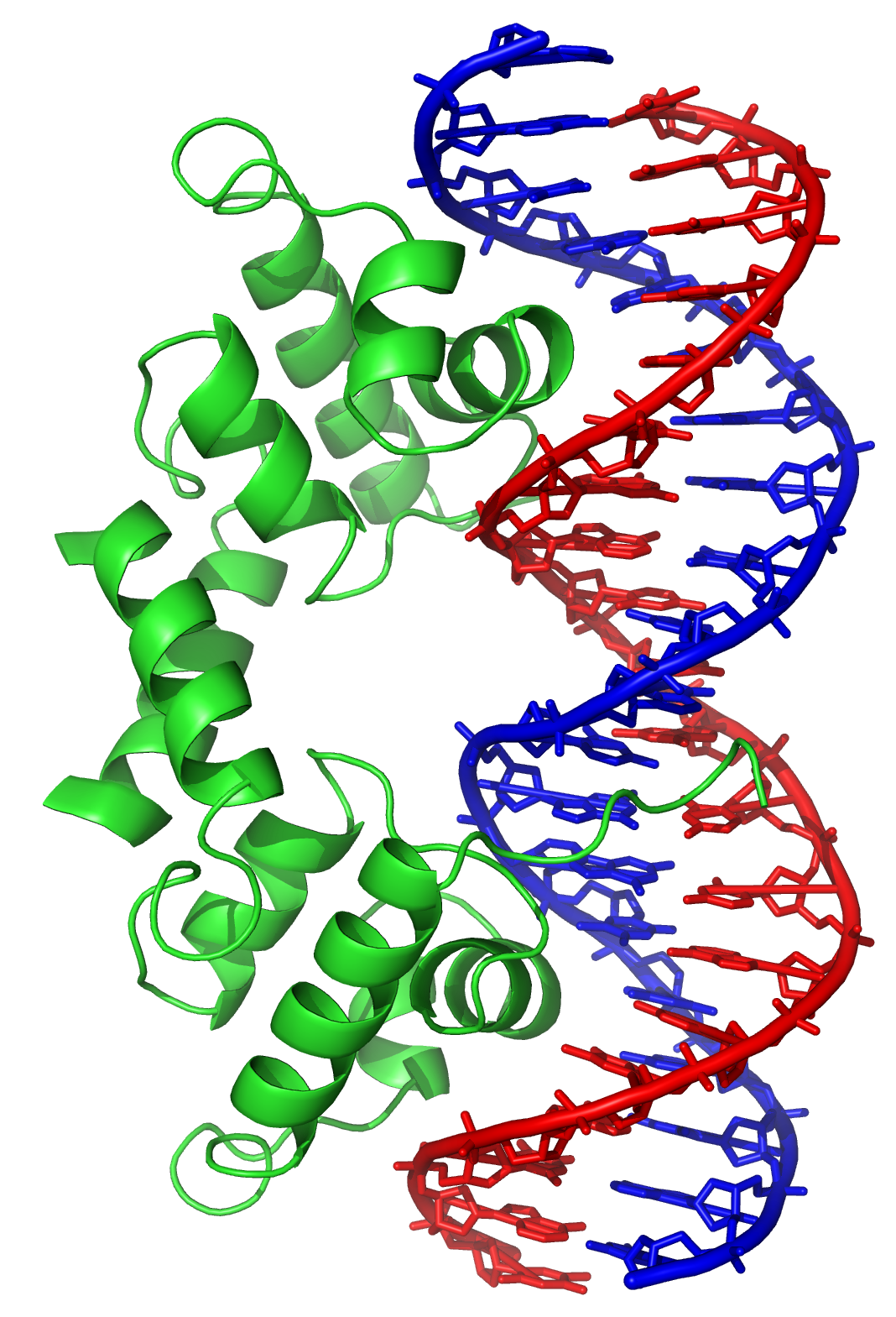
DNA 표적에 결합된 나선-회전-나선 전사 인자 λ 억제자

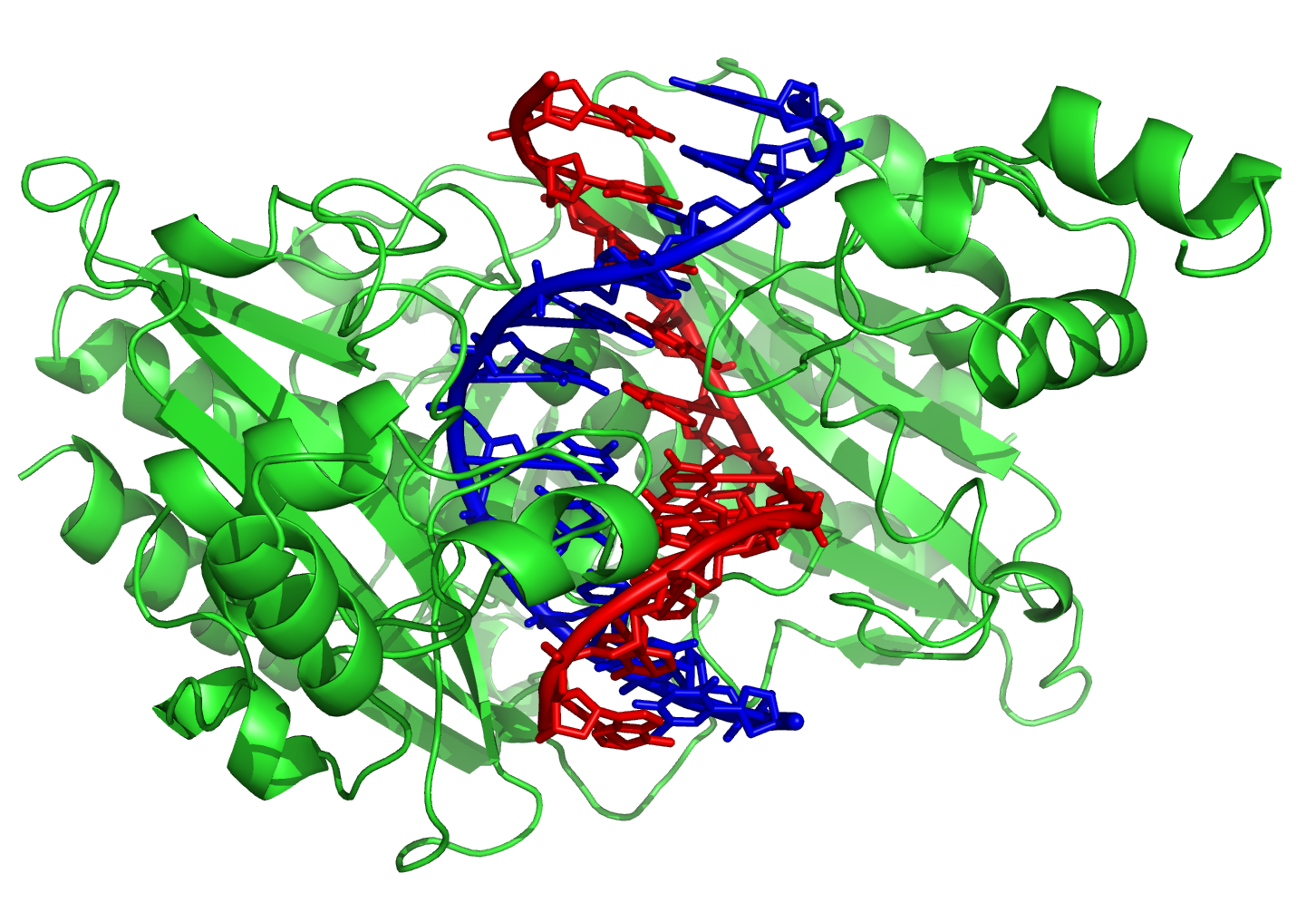
기질 DNA와의 복합체에서의 제한 효소 EcoRV(녹색)

DNA 결합 단백질(DNA-binding protein)은 DNA 결합 도메인과 단일 또는 이중 가닥 DNA에 특이적 또는 비특이적 친화력을 가진 단백질이다. 일반적으로 서열 특이적 DNA 결합 단백질은 B-DNA의 Major Groove와 상호 작용하는데, 이는 염기쌍을 식별하는데 더 많은 작용기를 노출시키기 때문이다. 그러나 네트롭신(netropsin), 다이스타마이신(distamycin), Hoechst 33258, 펜타미딘(pentamidine), DAPI 등과 같은 몇몇 Minor Groove와 결합하는 DNA 결합 리간드가 알려져있다.

## 예
DNA 결합 단백질에는 전사 과정을 조절하는 전사 인자, 다양한 중합효소, DNA 분자를 절단하는 핵산분해효소 및 세포핵의 염색체 응축 및 전사에 관여하는 히스톤 단백질이 포함된다. DNA 결합 단백질은 아연 손가락(Zinc Finger), 나선-회전-나선(Helix-Turn-Helix) 및 류신 지퍼(Leucine Zipper)와 같은 도메인을 포함하여 핵산에 대한 결합을 더욱 강하게 한다. 효과기(Effector)와 같은 전사 활성자 같이 더 특이한 예도 존재한다.

## 비특이적 DNA 단백질 상호 작용
DNA에 결합하는 구조 단백질은 비특이적 DNA 단백질 상호 작용의 잘 알려진 예이다. 염색체 내에서 DNA는 구조 단백질 복합체와 유지된다. 이 단백질들은 DNA를 염색질이라고하는 촘촘한 구조로 구성된다. 진핵 생물에서, 이 구조는 히스톤 단백질이라고하는 작은 염기성 단백질 복합체를 이용해 DNA를 결합한다. 원핵 생물에서는 여러 유형의 단백질들이 관여한다. 히스톤 단백질은 뉴클레오좀이라고 불리는 원반 모양의 복합체를 형성하는데, 여기에는 표면 주위에 두 가닥의 이중 가닥 DNA가 감겨있다. 이러한 비특이적 상호 작용은 DNA의 산성 당-인산 뼈대에 이온 결합을 만드는 히스톤 단백질의의 염기성 잔기를 통해 형성되므로, 염기 서열과 독립적이다. 이들 염기성 아미노산 잔기의 화학적 변형은 메틸화, 인산화 및 아세틸화를 포함한다. 이러한 화학적 변화는 DNA와 히스톤 사이의 상호 작용의 강도를 변경하여 전사인자에 DNA를 어느 정도 접근 할 수 있게 하고, 전사 속도를 변화시킨다. 염색질의 다른 비특이적 DNA 결합 단백질은 구부러지거나 왜곡된 DNA에 결합하는 고이동성 그룹(HMG) 단백질을 포함한다. 생물 물리학 연구에 따르면, 이러한 구조 HMG 단백질은 생물학적 기능을 수행하기 위해 DNA를 결합하고 구부리고 루프시킨다. 이러한 단백질은 뉴클레오좀의 배열을 구부리고 염색체를 형성하는 더 큰 구조로 배열한다.

## 단일 가닥 DNA에 특이적으로 결합하는 단백질
특이적 DNA 결합 단백질의 명확한 그룹은 단일 가닥 DNA에 특이적으로 결합하는 DNA 결합 단백질이다. 인간에서, 복제 단백질 A(Replication Protein A)는 이 그룹에서 가장 잘 알려진 단백질이며 DNA 복제, 재조합 및 DNA 복구를 포함하여 이중 나선이 분리되었을 때 사용된다. 이러한 결합 단백질은 단일 가닥 DNA를 안정화시키고 줄기-루프(Stem-Loop)를 형성하거나 핵산분해효소에 의해 분해되는 것을 방지한다.

## 특정 DNA 서열에 결합
반면에 다른 단백질은 특정 DNA 서열에 결합하도록 진화되었다. 이들 중 가장 집중적으로 연구된 것은 전사를 조절하는 단백질인 다양한 전사인자이다. 각각의 전사인자는 하나의 특정 DNA 서열 세트에 결합하고, 이들 서열을 촉진유전자 근처에 갖는 유전자의 전사를 활성화 또는 억제한다. 전사인자는 두 가지 방식으로 이를 작동시킨다. 첫째, 이들은 직접 또는 다른 매개체 단백질을 통해 전사를 담당하는 RNA 중합효소에 결합 할 수 있다. 이것은 촉진유전자에서 중합효소를 위치시키고 전사를 시작할 수 있게 한다. 대신에, 전사인자는 촉진유전자에서 히스톤 단백질을 변형시키는 효소에 결합 할 수 있다. 이것은 주형 DNA가 중합효소에 대한 접근성을 변경시킨다.
이 DNA 표적은 유기체의 게놈 전체에서 발생할 수 있다. 따라서 한 유형의 전사인자의 활성 변화는 수천 개의 유전자에 영향을 줄 수 있다. 따라서, 이 단백질은 종종 환경 변화 또는 세포 분화 및 발달에 대한 반응을 제어하는 신호 전달 과정의 표적이 된다. 이들 전사인자-DNA 상호 작용의 특이성은 DNA 염기의 가장자리에 다수의 접촉을 하는 단백질로부터 유래하여, DNA 서열을 읽을 수 있게 한다. 이러한 기본 상호 작용의 대부분은 기본에 가장 접할 수 있는 Major Groove에서 이루어진다. 서열 특이성을 고려한 단백질-DNA 결합 및 특이한 유형의 단백질의 경쟁적 및 협력적 결합을 수학적으로 기술하는 것은 일반적으로 격자 모델의 도움으로 수행된다. DNA 결합 서열 특이성을 확인하기 위한 컴퓨팅 방법은 게놈 후 시대에 풍부한 서열 데이터를 잘 이용하기 위해 제안되었다.

## 단백질-DNA 간 상호 작용
단백질-DNA 상호 작용은 단백질이 DNA 분자에 결합 할 때 발생하며, 종종 DNA의 생물학적 기능, 일반적으로 유전자의 발현을 조절한다. DNA에 결합하는 단백질 중에는 DNA 구조의 일부를 형성하고 덜 특이적으로 결합하는 히스톤 단백질에 결합함으로써 유전자 발현을 활성화 또는 억제하는 전사인자가 있다. 또한 우라실-DNA글리코실가수분해효소(Uracil-DNA glycosylase)와 같은 DNA를 수선하는 단백질은 DNA와 밀접하게 상호 작용한다.
일반적으로 단백질은 DNA의 Major Groove에 결합한다. 그러나 예외가 있다. 주로 단백질-DNA 상호 작용은 특이적 상호 작용 또는 비특이적 상호 작용의 두 가지 유형이 존재한다. 최근의 단일 분자 실험은 표적 부위를 인식하기위한 정확한 배향으로 결합하기 위해 DNA 결합 단백질이 빠른 재결합이 일어난다는 것을 보여 주었다.

### 설계
특정 DNA 결합 부위를 갖는 DNA 결합 단백질을 설계하는 것은 생명 공학의 중요한 목표이다. 아연 손가락 단백질은 특정 DNA 서열에 결합하도록 설계되었으며, 이는 아연 손가락 핵산분해효소의 기초이다. 최근 전사 활성자 유사 효과기 핵산분해효소(Trascription Activator-like Effector Nuclease, TALEN)는 다양한 식물 종을 감염시킬 때 Xanthomonas균에 의해 타입 III 분비 시스템을 통해 분비 된 천연 단백질을 기초로 하여 만들어졌다.

### 탐지 방법
DNA 단백질 상호 작용을 검출하는데 유용한 많은 생체 내 또는 생체 외 기술이있다. 전기영동 이동성 변화분석(Electrophoresis Mobility Shift Assay, EMSA)은 단백질-DNA 상호 작용을 식별하기 위한 기술이다. DNase 발자국 분석(DNase Footprinting Assay)을 사용하여 단백질이 DNA에 결합하는 특정 부위를 식별 할 수 있다. 크로마틴 면역 침전(Chromatin immunoprecipitation)은 미리 표시된 전사인자에 결합하는 DNA 단편의 서열을 확인하는데 사용된다. 높은 처리량 시퀀싱과 결합된 경우, ChIP-Seq라 칭하고 마이크로어레이와 결합 할 경우, ChIP-chip이라고 한다. 효모단백질잡종법(Yeast one-hybrid System, Y1H)은 어떤 단백질이 특정 DNA 단편에 결합하는지 식별하는 데 사용됩니다. 세균단백질잡종법(Bacterial one-hybrid System, B1H)은 어떤 단백질이 특정 DNA 단편에 결합하는지 식별하는데 사용된다. X-선 결정학을 사용한 구조 결정은 단백질-DNA 상호 작용에 대한 상세한 원자적 관점을 제공하기 위해 사용되었다.

### 상호 작용의 조작
단백질-DNA 상호 작용은 완충제의 이온 강도, 거대 분자 군집, 온도, pH 및 전기장과 같은 자극을 사용하여 조절 될 수 있다. 이는 단백질-DNA 복합체의 가역적 해리/연관으로 이어질 수있다.

## 같이 보기
- DNA 결합 도메인
- HMG 상자
- 아연 집게

## 참고
- bZIP 도메인
- Chlp-exo
- 핵산 시뮬레이션 소프트웨어의 비교
- DNA 결합 도메인
- 나선-루프-나선
- 나선-회전-나선
- HMG 상자
- 류신 지퍼
- Lexitropsin (반합성 DNA 결합 리간드)
- 디옥시리보핵단백질
- 단백질-DNA 상호 작용 자리 예측 소프트웨어
- RNA 결합 단백질
- 단일 가닥 결합 단백질
- 아연 집게